# 宇野重規
宇野 重規（うの しげき、1967年6月13日 - ）は、日本の政治学者。専門は政治思想史・政治哲学。東京大学社会科学研究所教授。

## 経歴
- 1967年、島根県生まれ。
- 1986年、桐朋高校卒業[3]、オリエンテーリング部に所属していた
- 1991年、東京大学法学部卒業
- 1996年、同大学院法学政治学研究科博士課程単位取得退学。同年博士（法学）[4]。
- 1996年、日本学術振興会特別研究員
- 1996年、千葉大学法経学部助教授
- 1999年4月、東京大学社会科学研究所助教授（2007年3月まで）
  - 2000年8月より、在外研究（フランス、社会科学高等研究院客員研究員、新渡戸フェローシップ、2002年7月まで）
- 2007年4月、東京大学社会科学研究所准教授（2011年3月まで）
  - 2010年5月より、在外研究（コーネル大学法科大学院、2011年3月まで）
- 2011年4月、東京大学社会科学研究所教授
- 2014年、立憲デモクラシーの会の呼びかけ人に名を連ねた[5]。
- 2016年6月、NIRA総合研究開発機構 理事[6]
- 2024年4月、東京大学社会科学研究所所長

## 受賞歴
- 2005年、第22回渋沢・クローデル賞LVJ特別賞、著書『政治哲学へ』に対して[7]
- 2007年、サントリー学芸賞（思想・歴史部門）、著書『トクヴィル――平等と不平等の理論家』に対して[8][9]
- 2021年、石橋湛山賞、著書『民主主義とは何か』に対して[10]

## 研究内容・業績
- 政治思想史・政治哲学を専門とする。
- フランスのリベラル思想家トクヴィルを多角的に論じて注目された。著書に『政治哲学人』（2004年）、『トクヴィル 平等と不平等の理論家』（2007年）、『民主主義のつくり方』（2013年）など。

## 人物
- 中日ドラゴンズのファンを名乗っている[11]。
- 著書『保守主義とは何か』は、は2017年の新書大賞の第6位となっている[12]。
- 2020年、日本学術会議の新会員の推薦を受けていたが、政府によって任命を拒否された（日本学術会議の任命拒否）[13]。

## 家族・親族
- 父：宇野重昭は中国政治・東アジア地域研究を専門とした研究者[14]。

## 著書

### 単著
- 『デモクラシーを生きる――トクヴィルにおける政治の再発見』創文社〈現代自由学芸叢書〉、1998年。「創文社オンデマンド叢書」講談社、2022年。
- 『政治哲学へ――現代フランスとの対話』（東京大学出版会「公共哲学叢書」、2004年、増補版2019年）
- 『トクヴィル――平等と不平等の理論家』（講談社選書メチエ、2007年。講談社学術文庫、2019年）。第21回サントリー学芸賞
- 『〈私〉時代のデモクラシー』（岩波新書、2010年）
- 『民主主義のつくり方』筑摩書房〈筑摩選書〉、2013年）
- 『西洋政治思想史』（有斐閣アルマ、2013年）
- 『政治哲学的考察――リベラルとソーシャルの間』（岩波書店、2016年）
- 『保守主義とは何か――反フランス革命から現代日本まで』（中公新書、2016年）
- 『未来をはじめる 「人と一緒にいること」の政治学』（東京大学出版会、2018年）
- 『民主主義とは何か』（講談社現代新書、2020年）
- 『民主主義を信じる』（青土社、2021年）
- 『自分で始めた人たち―社会を変える新しい民主主義』大和書房、2022年2月
- 『そもそも民主主義ってなんですか？　知識ゼロからわかる！』東京新聞、2022年6月。入門書
- 『日本の保守とリベラル　思考の座標軸を立て直す』中公選書、2023年1月
- 『近代日本の「知」を考える。　西と東との往来』「叢書・知を究める」ミネルヴァ書房、2023年10月

### 共著
- （田村哲樹・山崎望）『デモクラシーの擁護――再帰化する現代社会で』（ナカニシヤ出版、2011年）
- （市野川容孝ら）『社会的なもののために』（ナカニシヤ出版、2013年）
- （井手英策・坂井豊貴・松沢裕作）『大人のための社会科――未来を語るために』（有斐閣、2017年）
- 宇野重規、岸本聡子『民主主義のミカタ』東京新聞、2023年3月24日。ISBN 978-4808310820。
- （聞き手若林恵）『実験の民主主義―トクヴィルの思想からデジタル、ファンダムへ』（中公新書、2023年10月）

### 編著
- 『政治の発見 第4巻 つながる』（風行社、2010年）
- 『リーディングス戦後日本の思想水脈3 民主主義と市民社会』（岩波書店、2016年）
- 福澤諭吉『近代日本思想選 福沢諭吉』（ちくま学芸文庫、2021年4月）

### 共編著
- 玄田有史『希望学 (1) 希望を語る――社会科学の新たな地平へ』（東京大学出版会、2009年）
- 松本礼二・三浦信孝『トクヴィルとデモクラシーの現在』（東京大学出版会、2009年）
- 苅部直・中本義彦『政治学をつかむ』（有斐閣、2011年）
- 高山裕二・伊達聖伸『社会統合と宗教的なもの 十九世紀フランスの経験』（白水社、2011年）
- 井上彰・山崎望『実践する政治哲学』（ナカニシヤ出版，2012年）
- 五百旗頭薫『ローカルからの再出発--日本と福井のガバナンス』有斐閣、2015年
- 大瀧雅之・加藤晋『社会科学における善と正義：ロールズ『正義論』を超えて』東京大学出版会、2015年
- 高山裕二・伊達聖伸『共和国か宗教か、それとも 十九世紀フランスの光と闇』（白水社、2015年）
- 待鳥聡史『社会のなかのコモンズ 共性を超えて』（白水社、2019年）

### 訳書
- J-M・クワコウ著、田中治男・押村高訳『政治的正当性とは何か――法、道徳、責任に関する考察』（藤原書店、2000年）

### 監修
- 『いつか選挙に行く君に知っておいてほしいこと』全3巻、学研プラス、2022年2月

### 寄稿
- 「不平等への異議 トクヴィル 崩れた想像力の壁」読売新聞、2011年12月19日